# Ivar Tengbom

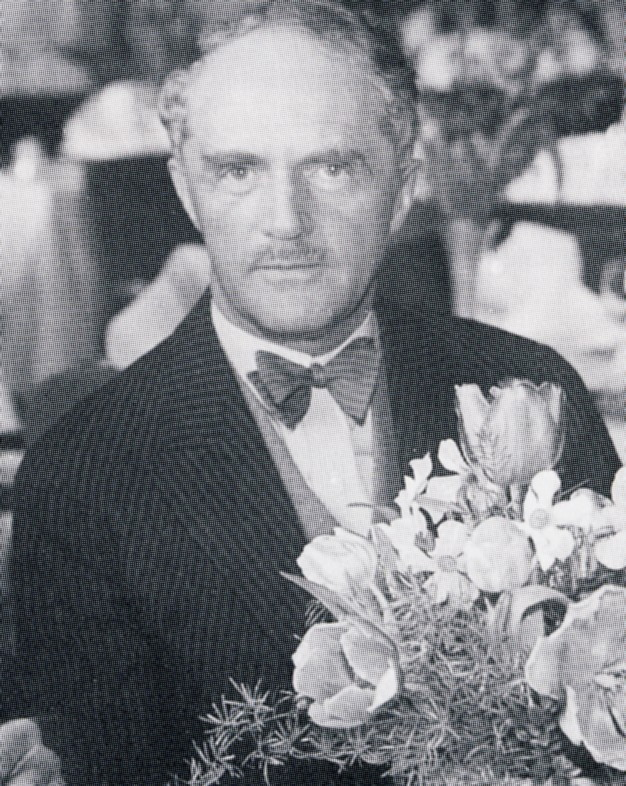
Ivar Tengbom 1933

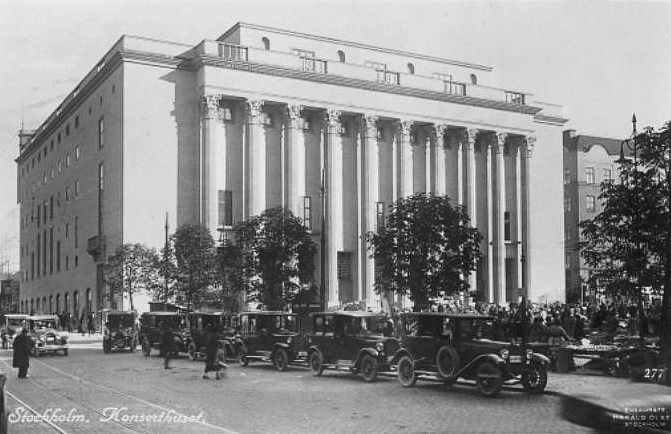
Stockholms Konserthus 1926

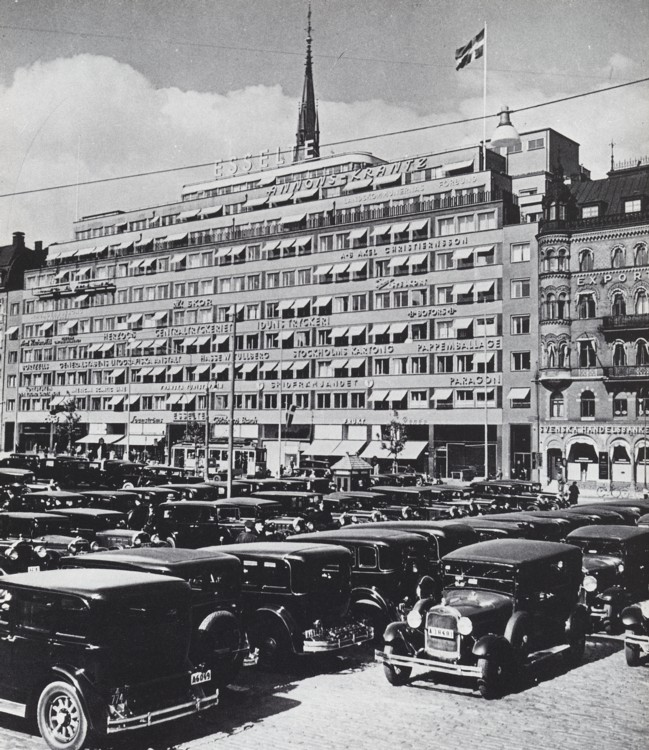
Das Esselte-Haus 1937

Ivar Justus Tengbom (* 7. April 1878 bei Gränna; † 6. August 1968 in Stockholm) war ein schwedischer Architekt, eine seiner bekanntesten Arbeiten ist das Stockholmer Konzerthaus.

## Ausbildung
Ivar Tengbom studierte an der Technischen Hochschule Chalmers in Göteborg und an der Kungliga Konsthögskolan in Stockholm. Danach folgten Studienreisen nach Dänemark (1903) und nach Frankreich (1905/06). Im Jahr 1906 gründete er sein eigenes Büro und schon um 1915 hatte er 25 Mitarbeiter.

## Leben und Werk
Nach einigen Kirchenprojekten (Engelbrektskyrkan 1906, Högalidskyrkan 1911, beide in Stockholm), kam 1920 der große Durchbruch, als er den Wettbewerb um das Stockholmer Konzerthaus Stockholms Konserthus gewann. Der Bau, der von 1924 bis 1926 entstand, war eine totale Manifestation für den schwedischen Klassizismus der 1920er Jahre, auch Swedish grace genannt.
In den folgenden Jahren schwenkte auch Tengbom zur Stilrichtung der Moderne um, genau wie sein berühmter Kollege Gunnar Asplund. Die beiden Bürohäuser in Stockholm, für den Verlag Esselte (1928–1934) und der „Citypalast“ für die Bank Sydbanken am Norrmalmstorg (1930–1932) sind klare Repräsentanten dieses Stils, der in Schweden Funktionalismus genannt wird.
Eines seiner letzten großen Werke ist das Bürohaus für den Verlag Bonnier in Stockholm, für das er 1937 den ersten Preis im Wettbewerb bekommen hatte. Das Gebäude ist aber erst nach dem Zweiten Weltkrieg verwirklicht worden, zusammen mit dem Sohn Anders Tengbom.
Tengbom trat 1941 der nationalsozialistischen und antisemitischen Reichsvereinigung Schweden-Deutschland bei und blieb dort bis zu ihrer Auflösung 1943 Mitglied.
Der Sohn Anders Tengbom führte das Architektenerbe Ivar Tenboms weiter und der Enkel Svante Tengbom, leitet die Firma in der dritten Generation. Damit gehört Tengbom Arkitekter zu den ältesten immer noch aktiven Architekturbüros weltweit. Die Tochter Ann-Mari heiratete 1928 den deutschen Diplomaten Otto Fürst von Bismarck, Enkel des Reichskanzlers.

## Berufungen
- 1916–1920 Professor an der Kungliga Konsthögskolan Stockholm
- 1924–1936 Generaldirektor der obersten Baubehörde (Byggnadsstyrelsen)